# Die unschuldige Mörderin
Die unschuldige Mörderin (Originaltitel: I Know What You Did) ist ein US-amerikanischer Thriller aus dem Jahr 1998. Regie führte Chuck Bowman, das Drehbuch schrieben Tom Gates und Paul Stefaniak.

## Handlung
Die Methoden der auf Strafprozesse in Sexualdelikten spezialisierten Rechtsanwältin Stacey Keane sind umstritten, sie ist jedoch beruflich erfolgreich. Eines Tages wird sie selbst von dem Staatsanwalt Justin Decker vergewaltigt, der sie daraufhin verhöhnt und die Aussichten einer Anzeige anzweifelt. Aufgewühlt tötet sie Decker und versteckt dessen Leiche.
Zufällig wird Keanes Verlobter Richard Younger, ein Polizist, mit den Ermittlungen betraut. Keane wird von Philly Ross erpresst, der Zeuge der Ereignisse wurde. Sie wird des Mordes angeklagt und vor Gericht gestellt, wo sie die eigene Verteidigung übernimmt.

## Kritiken
Film-Dienst bezeichnete den Film als „konfektionierte Fernseh-Mischung aus Gerichtsdrama und Psychothriller“.
Die Zeitschrift TV direkt 16/2008 schrieb, der Film beinhalte „zu viele Zufälle“.

## Hintergründe
Der Film wurde in Vancouver gedreht. Seine Erstveröffentlichung in den USA fand am 11. Januar 1998 statt.